# Lothar von Trotha
Adrian Dietrich Lothar von Trotha (Magdeburg, 3 de julho de 1848 — Bonn, 31 de março de 1920) foi um  oficial general do Exército Imperial Alemão, comandante militar das Schutztruppe do Sudoeste Africano Alemão, actual Namíbia, nos primeiros anos do século XX, que se destacou pela forma violenta e desumana como conduziu o confronto entre os colonos alemães e os povos nativos pelo domínio das terras produtivas do Sudoeste Africano, que resultou na morte de muitos milhares de pessoas, especialmente durante os acontecimentos que conduziram ao quase extermínio do povo herero e do povo namaqua no chamado genocídio dos hererós e namaquas (1904).

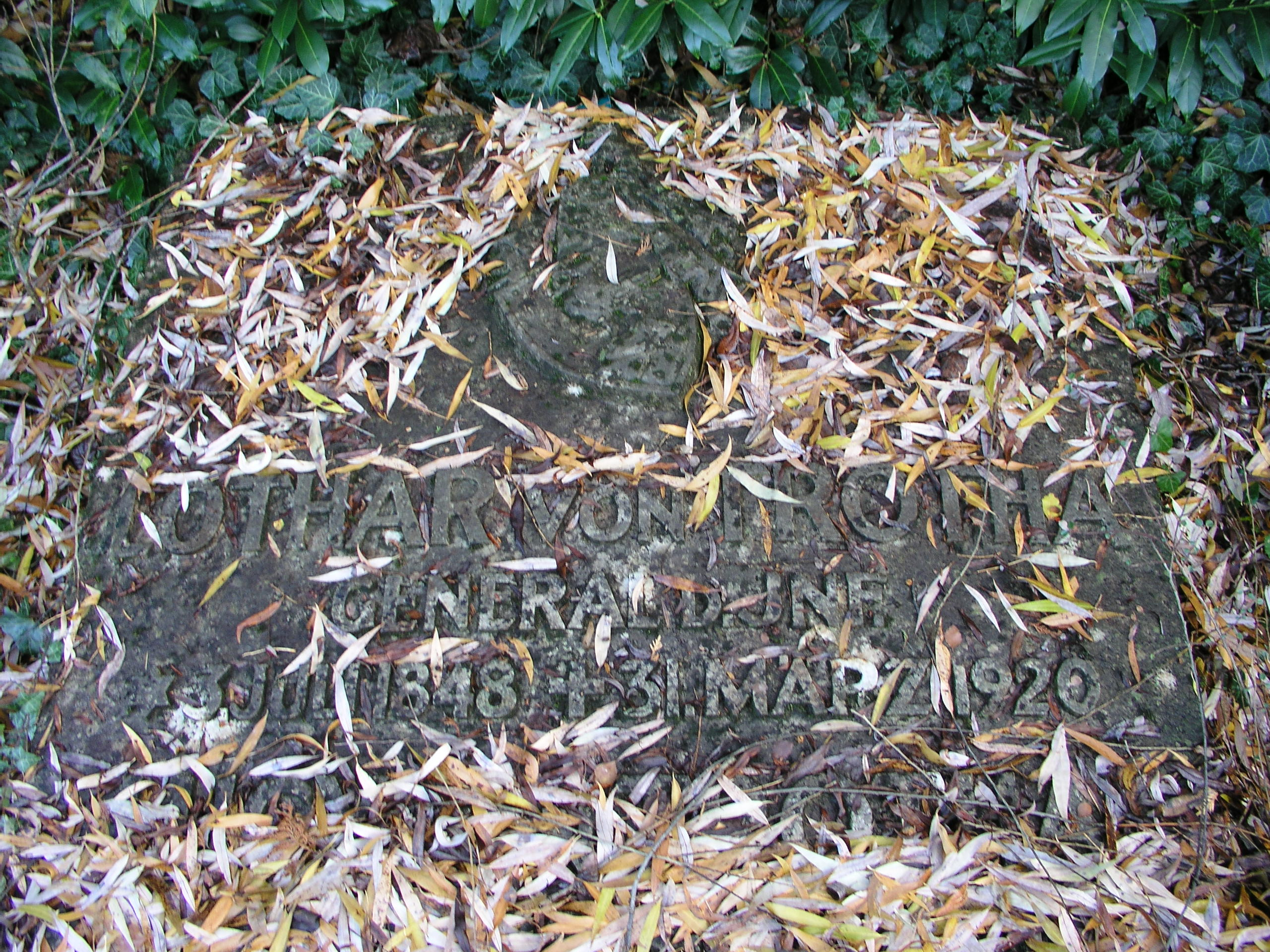
Sepultura de Lothar von Trothas no Poppelsdorfer Friedhof em Bonn